# 金东区
金东区是中華人民共和國浙江省金华市下辖的一个市辖区。区域总面积为657平方公里，区人民政府驻多湖街道。民间通常将婺城区与金东区合称为“金华”。

## 历史沿革
金东区大部分行政区原属金华县。2000年撤销金华县扩大婺城区，设立金东区，包括原金华县东部和原婺城区的多湖、东孝、仙桥等3个乡镇。
2001年成立金东新区，范围包括环城东路以东和金丽温高速间区块，包含多湖街道中部和东孝街道、赤松镇（仙桥）。2002年开始进行规划及建设，建设主要公共工程包括李渔东路、金东区行政中心、施光南音乐广场、艾青文化公园等，于2003年—2004年左右建成:288,452。
在位于多湖的原军用金华飞机场搬迁后，环城东路以西、三江（金华江、武义江、东阳江）交汇区域于2011年设立多湖中央商务区，规划用地面积670.7公顷。先后建设中国婺剧院、宾虹路和东市街打通工程、燕尾洲公园等公建、配套项目，以及金华万达广场、浙中总部经济中心、杭州亚运会金华亚运分村工程、金华市人民医院新址等商业、民用工程。

## 行政区划
金东区下辖2个街道办事处、8个镇、1个乡：
多湖街道、东孝街道、孝顺镇、傅村镇、曹宅镇、澧浦镇、岭下镇、江东镇、塘雅镇、赤松镇和源东乡。

## 人口
2022年初常住人口为51.63万人，其中城镇常住人口为31.4万人。户籍人口总数为34.76万人。

## 方言
金東區全境通用金華話。